# Chuck Hulse
Chuck Hulse (Anaheim, Californië, 3 oktober 1927 – 13 juli 2020) was een Amerikaans autocoureur. 
Hij schreef zich tussen 1960 en 1968 zevenmaal in voor de Indianapolis 500, waarbij de eerste editie in 1960 ook deel uitmaakte van het Formule 1-kampioenschap. Voor deze race kwalificeerde hij zich niet; zijn beste resultaat in zijn wel verreden races was de zevende plaats in 1967.